# E. Lichtwitz & Co.
E. Lichtwitz & Co. war während der k.u.k. Monarchie eine der bedeutendsten Likörfabriken Österreichisch-Schlesiens und eines der ersten Etablissements der Branche in der Monarchie. Der Standort war in Troppau.

## Geschichte

Inhaber Jakob Lichtwitz (1908)

Ansicht der Fabrikanlage von E. Lichtwitz & Cie. in Troppau

Im Jahre 1861 von Emanuel Lichtwitz gegründet, hatte sich das Unternehmen unter dessen fachkundiger Leitung aus bescheidenen Anfängen zu einer achtunggebietenden Stellung emporgearbeitet. 1908 war der Chef der Firma der kaiserliche Rat Jakob Lichtwitz. Die Erzeugnisse der Firma, insbesondere die Likör-Cremes, Kümmelspezialitäten, Kräuterdestillate wie die Kräutercognac-Likörspezialität „Jungbrunnen“ sowie die feinen Punschessenzen und Fruchtsäfte wurden sogar  exportiert und auf internationalen Ausstellungen prämiert. Um 1915 konnte das Unternehmen für seine Produkte 35 erste Auszeichnungen und Preise vorweisen. Das Exportgeschäft war von großer Bedeutung, das Unternehmen importierte aber auch Spirituosen wie französischen Cognac, Jamaica-Rum, Whisky, Bourbon, Champagner, Bordeaux und spanische Weine.
Die Fabrik verfügte über ein großes Kesselhaus, eine eigene elektrischen Anlage, ein weitläufiges Apparatelokal, große lichte Füllsäle sowie ausgedehnte Magazine für Rohmaterialien und fertige Lagerware und galt als Vorbild für ein Unternehmen dieser Art. Die Fruchtsaftpresserei war mit hydraulischem Antrieb ausgestattet.
Zur Kundschaft gehörte nicht nur der Hochadel, sondern auch der kaiserliche Hof in Wien. Für die Verdienste wurde den Betreibern der Titel eines k.u.k. Hoflieferanten verliehen, der mit dem Privileg verbunden war den kaiserlichen Adler in Schild und Siegel führen zu dürfen.
Der Erste Weltkrieg und der Zusammenbruch der Monarchie trafen das Unternehmen, da der traditionelle Absatzmarkt wegbrach. Es konnte sich weiterhin behaupten, jedoch mit dem Zweiten Weltkrieg und dem Holocaust und der Ermordung der Familie Lichtwitz war das Unternehmen am Ende.